# V.R. Raghava Krishna
V.R. Raghava Krishna, né à Chennai (Madras) le 19 juillet 1987, est un célèbre chanteur indien de musique carnatique. V.R. Raghava Krishna est le fils d'un ancien combattant artiste violoniste V. V. Ravi et Visalam Ravi.